# Хлусевич, Сергей Олегович
Сергей Олегович Хлусевич (род. 27 мая 1956, Кронштадт) — советский и российский шахматист, мастер спорта СССР (1980), гроссмейстер ИКЧФ (1997).

## Биография
Постоянно проживает в Ижевске. Участник отборочных соревнований 56-го чемпионата СССР и ряда международных турниров. В 1992 году в турнире в г. Гдыне выполнил норму международного мастера.

### Заочные шахматы
Добился значительных успехов в игре по переписке.
Победитель 20-го чемпионата СССР (1994—1998 гг.), участник 18-го и 19-го чемпионатов СССР.
Победитель 10-го чемпионата РСФСР (1984—1987 гг.), участник 9-го и 11-го чемпионатов РСФСР.
Участник 17-го чемпионата мира (2002—2007 гг.).
Серебряный призёр мемориала А. М. Константинопольского (1993—1998 гг.; последовательно выполнил нормы международного мастера и гроссмейстера ИКЧФ).
В составе сборной РСФСР победитель 10-го командного чемпионата СССР (1991—1994 гг.) с лучшим результатом на 1-й доске.
В составе сборной России участник 4-го командного чемпионата Европы (1994—1998 гг.) и полуфинала 6-го командного чемпионата Европы.

## Семья
Жена: С. А. Хлусевич (род. 1958) — международный мастер ИКЧФ среди женщин (2003), победительница 11-го чемпионата СССР по переписке (1991—1993 гг.), в составе сборной России победительница и серебряный призёр заочных олимпиад.

## Основные спортивные результаты
| Год                       | Город                                                                   | Соревнование                                                            | +  | −  | =  | Результат | Место                         |
| ------------------------- | ----------------------------------------------------------------------- | ----------------------------------------------------------------------- | -- | -- | -- | --------- | ----------------------------- |
| 1988                      | Ужгород                                                                 | Отборочный турнир 56-го чемпионата СССР                                 | 0  | 5  | 6  | 3 из 11   | 40                            |
| 1992                      | Гдыня                                                                   | Международный турнир                                                    |    |    |    |           | [ 12 ]                        |
| СОРЕВНОВАНИЯ ПО ПЕРЕПИСКЕ |                                                                         |                                                                         |    |    |    |           |                               |
| 1982—1984                 | 9-й чемпионат РСФСР                                                     | 9-й чемпионат РСФСР                                                     | 5  | 2  | 7  | 8½ из 14  | 4—5                           |
| 1984—1987                 | 10-й чемпионат РСФСР                                                    | 10-й чемпионат РСФСР                                                    | 10 | 2  | 5  | 12½ из 17 | 1—3                           |
| 1986—1988                 | 11-й чемпионат РСФСР                                                    | 11-й чемпионат РСФСР                                                    | 1  | 7  | 7  | 4½ из 15  | 14                            |
| 1988—1991                 | 18-й чемпионат СССР                                                     | 18-й чемпионат СССР                                                     | 5  | 2  | 8  | 9 из 15   | 5—6                           |
| 1991—1993                 | 19-й чемпионат СССР                                                     | 19-й чемпионат СССР                                                     | 4  | 3  | 6  | 7 из 13   | 6                             |
| 1991—1994                 | 10-й командный чемпионат СССР (сборная РСФСР, 1-я доска)                | 10-й командный чемпионат СССР (сборная РСФСР, 1-я доска)                |    |    |    | 10 из 13  | 1 на доске, команда — чемпион |
| 1993—1998                 | Мемориал А. М. Константинопольского                                     | Мемориал А. М. Константинопольского                                     | 8  | 0  | 6  | 11 из 14  | 2                             |
| 1994—1998                 | 20-й чемпионат СССР                                                     | 20-й чемпионат СССР                                                     | 8  | 0  | 6  | 11 из 14  | 1                             |
| 1994—1998                 | 4-й командный чемпионат Европы (сборная России, 3-я доска)              | 4-й командный чемпионат Европы (сборная России, 3-я доска)              | 5  | 3  | 3  | 6½ из 11  |                               |
| 1995—2001                 | ¾ финала 17-го чемпионата мира (группа 1)                               | ¾ финала 17-го чемпионата мира (группа 1)                               | 6  | 0  | 10 | 11 из 16  | 3                             |
| 1996—2000                 | Мемориал Я. Б. Эстрина                                                  | Мемориал Я. Б. Эстрина                                                  | 4  | 0  | 10 | 9 из 14   | 4—6                           |
| 1999—2004                 | Мемориал В. П. Загоровского                                             | Мемориал В. П. Загоровского                                             | 3  | 1  | 8  | 7 из 12   | 6—9                           |
| 1999—2003                 | Полуфинал 6-го командного чемпионата Европы (сборная России, 1-я доска) | Полуфинал 6-го командного чемпионата Европы (сборная России, 1-я доска) | 1  | 3  | 6  | 4 из 10   |                               |
| 2002—2007                 | 17-й чемпионат мира                                                     | 17-й чемпионат мира                                                     | 0  | 15 | 1  | ½ из 16   | 17                            |